# Gaomiaobu
Gaomiaobu (kinesiska: 高庙堡乡, 高庙堡) är en socken i Kina. Den ligger i provinsen Hebei, i den norra delen av landet, omkring 190 kilometer nordväst om huvudstaden Peking. Antalet invånare är 9 916. Befolkningen består av 4 652 kvinnor och 5 264 män. Barn under 15 år utgör 14,0 %, vuxna 15-64 år 67 %, och äldre över 65 år 17,0 %.
Genomsnittlig årsnederbörd är 601 millimeter. Den regnigaste månaden är juli, med i genomsnitt 150 mm nederbörd, och den torraste är december, med 3 mm nederbörd.